# گابریل فرانسوا دویا
گابریل فرانسوا دویا (فرانسوی: Gabriel François Doyen‎; فرانسوی: [gabʁjɛl fʁɑ̃swa dwajɑ̃]; ۲۰ مهٔ ۱۷۲۶ – ۱۳ مارس ۱۸۰۶) نقاش اهل فرانسه بود.
او برخلاف میل پدرش هنرمند شد و در دوازده سالگی شاگرد شارل-آندره ون لو شد. با پیشرفت سریع، در بیست سالگی جایزه بزرگ روم را به دست آورد و در سال ۱۷۴۸ راهی رم شد. او آثار آنیباله کاراچی، پیترو دا کورتونا، جولیو رومانو و میکل‌آنژ را مطالعه کرد، سپس از ناپل، بولونیا و مهم‌تر از همه، ونیز بازدید کرد.
در سال ۱۷۵۵ به پاریس بازگشت، در بازدید از شهر آنتورپ تحت تأثیر پیتر پل روبنس قرار گرفت که در آثارش در کلیسای سنت ژونویو نمایان است، وی در مراحل اولیه انقلاب فرانسه او در پروژه موزه ملی فعال بود؛ اما در سال ۱۷۹۱ به دعوت کاترین دوم، فرانسه را به مقصد روسیه ترک کرد. او در سن پترزبورگ اقامت گزید، جایی که خانواده امپراتوری و نهاد هنری روسیه او را بسیار مورد احترام قرار دادند. دویا در ۵ ژوئن ۱۸۰۶ در آنجا درگذشت.

## نگارخانه

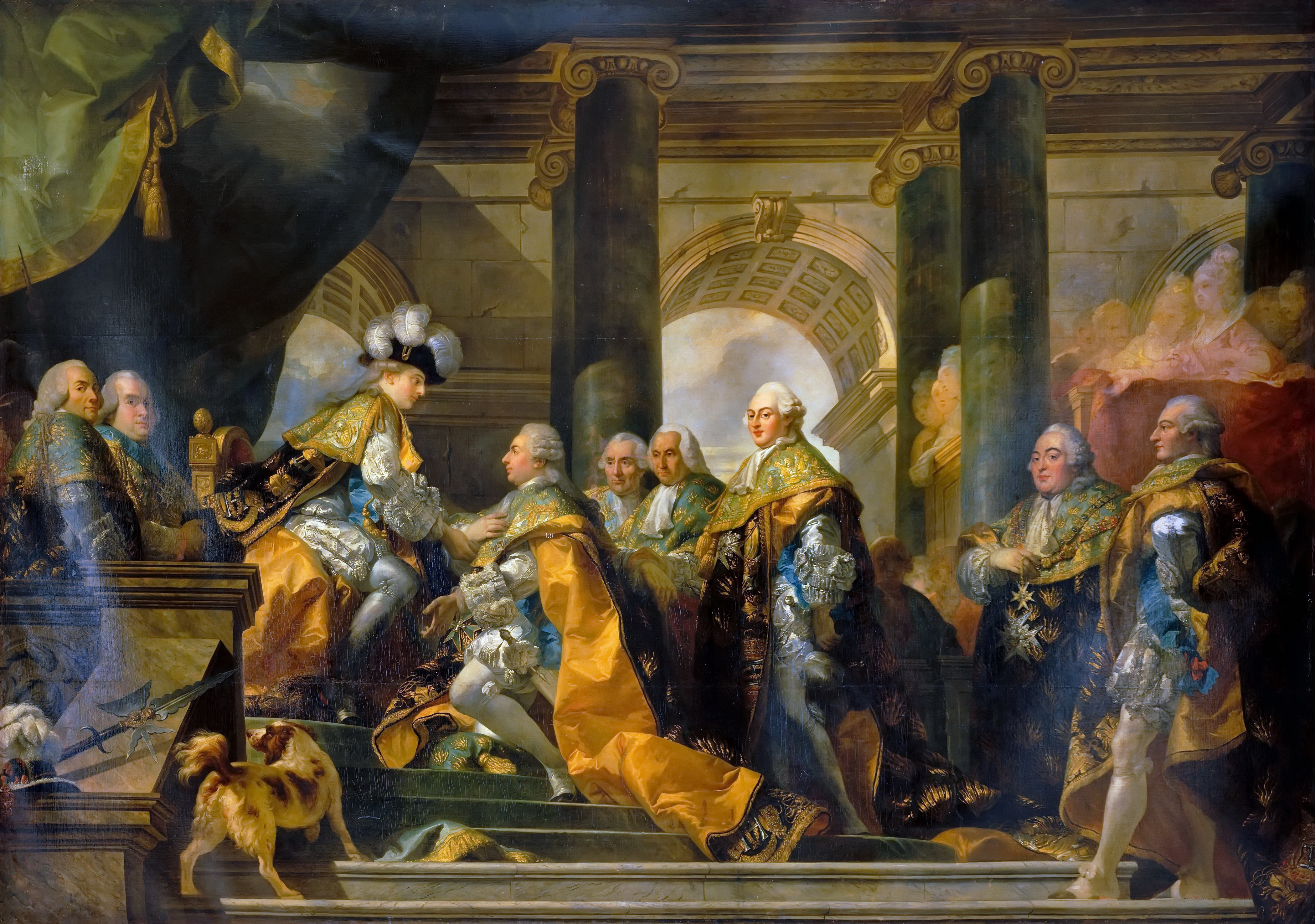
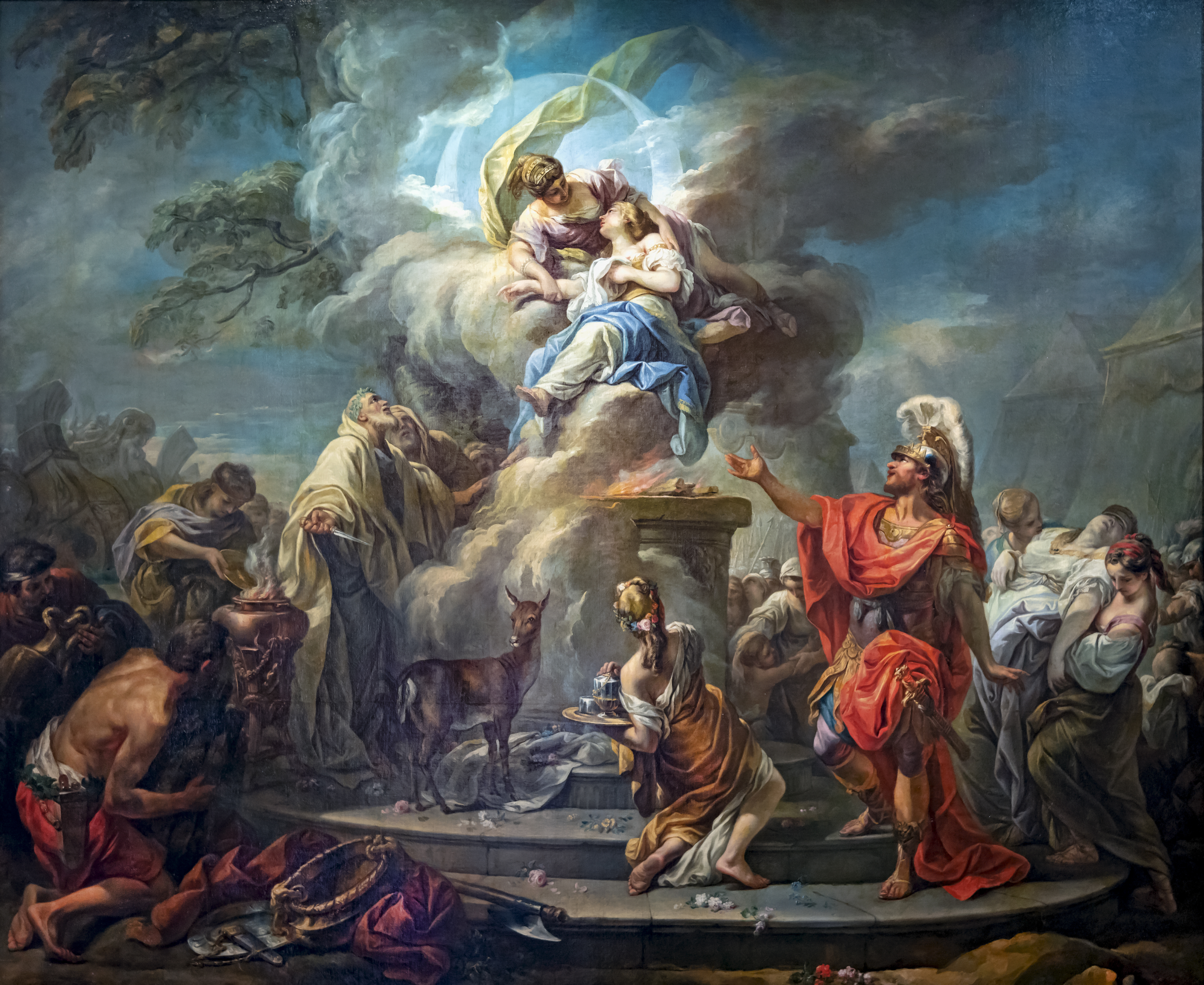
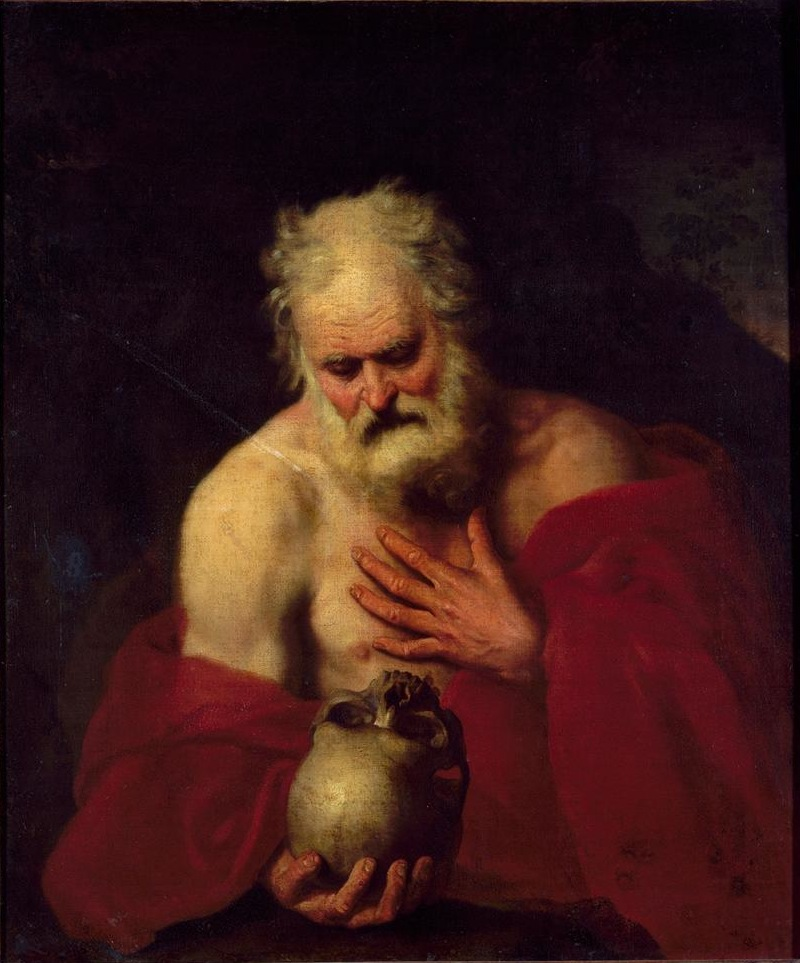
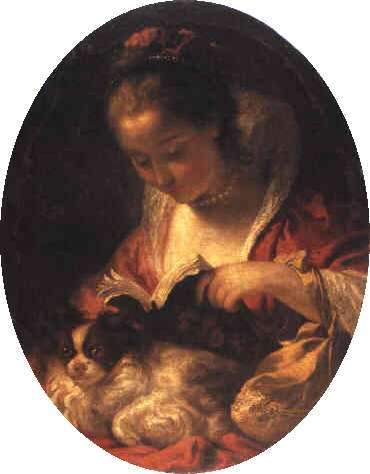